# Strongylognathus silvestrii
Strongylognathus silvestrii é uma espécie de insecto da família Formicidae.
É endémica de Grécia.